# Yvelines
Yvelines là một tỉnh của Pháp, thuộc vùng hành chính Île-de-France, tỉnh lỵ Versailles, bao gồm 3 quận với các quận lỵ còn lại là: Mantes-la-Jolie, Rambouillet và Saint-Germain-en-Laye.